# Іванушкін Василь Михайлович
Васи́ль Миха́йлович Іва́нушкін (1902 (за іншими даними 1892) — 13 липня 1937) — український бібліотекознавець, головний редактор Видавництва УАН.

## Життєпис
Учасник воєнних дій 1918—1920 років. 1928 року закінчив Київський інститут народного господарства, по тому працював у ньому деканом робітфаку, виконував обов'язки ректора.
Від 1925 року працював у Книгоспілці, з 1928-го — головний редактор київської філії, також заступник директора Центрального історичного архіву.
Протягом 1926—1927 років в Українському науковому інституті книгознавства,
- очолював кабінет вивчення книги й читача,
- 1928—1929 — завідувач бібліографічної секції та комісії,
- 1934—1935 — директор.

В 1930—1933 — заступник голови Херсонської міськради, викладач діалектичного матеріалізму.
1934 — член Комісії музеїв, учений секретар Редакційно-видавничої ради АН, 1935 — головний редактор Видавництва УАН.
Протягом 1933—1936 років — директор бібліотеки ВУАН. За цей час поновив звільнених «чистками» спеціалістів, домігся постачання бібліотеці двох обов'язкових примірників, пожвавив міжнародний книгообмін, гальмував «очищення фондів від класово-ворожої літератури».
Є автором досліджень
- «Проблема читачівства та її вивчення» (Київ, 1926)
- «Роль Бібліотеки УАН як державного книгосховища» (Київ, 1935)

Упорядкував
- «Показник соціально-економічної літератури українською мовою дореволюційного періоду»,
- «Бібліографічний покажчик літератури з політичної економії»
- підготував низку статей (зокрема — «Організація бібліографічної роботи на Україні», не опублікована).

У березні 1936 року виключений з ВКП(б) «за притуплення партійної пильності та протягування класововорожих кадрів до бібліотеки», звільнений у травні: за пожежу в газетному відділі бібліотеки та зв'язки з закордоном.
Протягом 1936—1937 років — співробітник Літературної комісії при Наркоматі освіти УРСР, також агроном-плановик Київського садово-ягідного тресту.
Заарештований 13 січня 1937 року за звинуваченням «активний учасник контрреволюційної націонал-фашистської теророристичної організації».
Розстріляний, реабілітований 1958 року.
З дружиною Фатимою Василівною виростили двох дітей.